# Amata arcuata
Amata arcuata là một loài bướm đêm thuộc phân họ Arctiinae, họ Erebidae.